# 糠塚谷川
糠塚谷川（ぬかづかたにがわ）は、福岡県福岡市の糠塚山を源流とし、南区を流れ柏原公園を貫流し、福岡市城南区柏原6丁目付近で糠塚川に合流する水路である。

## 柏原公園
糠塚谷川が公園内を流れる柏原公園は水深も浅く小さな子供と一緒に水遊びもできる隠れた川遊びスポットであるが、駐車場は夏季を除き閉鎖されている。